# Amar y Querer: Homenaje a las grandes canciones
Amar y querer: homenaje a las grandes canciones vol. I es el cuarto álbum y el primero en vivo del cantante mexicano  Kalimba. Fue grabado en vivo en 2009 en el Teatro Metropólitan en donde interpreta las mejores canciones clásicas de artistas como Juan Gabriel y José José, entre otros. Forma parte de la lista de  los 100 discos que debes tener antes del fin del mundo, publicada en 2012 por Sony Music.

## Lista de canciones

### CD
- Perfume de gardenias
- Amar y querer
- Luces de Nueva York
- Ya lo sé que tú te vas
- Amor eterno
- Al final
- Desesperado
- Acá entre nos
- Vivir así es morir de amor
- El último beso
- Volcán
- Querida
- A mi manera (My Way)
- El triste

### DVD
- Perfume de gardenias
- Amar y querer
- Luces de Nueva York
- Ya lo sé que tú te vas
- Amor eterno
- Al final
- Desesperado
- Acá entre nos
- Vivir así es morir de amor
- Llorando por dentro
- El último beso
- Volcán
- Querida
- A mi manera (My Way)
- El triste

## Certificaciones
| País   | Organismo certificador | Certificación | Ventas certificadas | Ref.  |
| ------ | ---------------------- | ------------- | ------------------- | ----- |
| México | AMPROFON               | 3× Platino    | 180,000             | [ 1 ] |